# Мёраксан

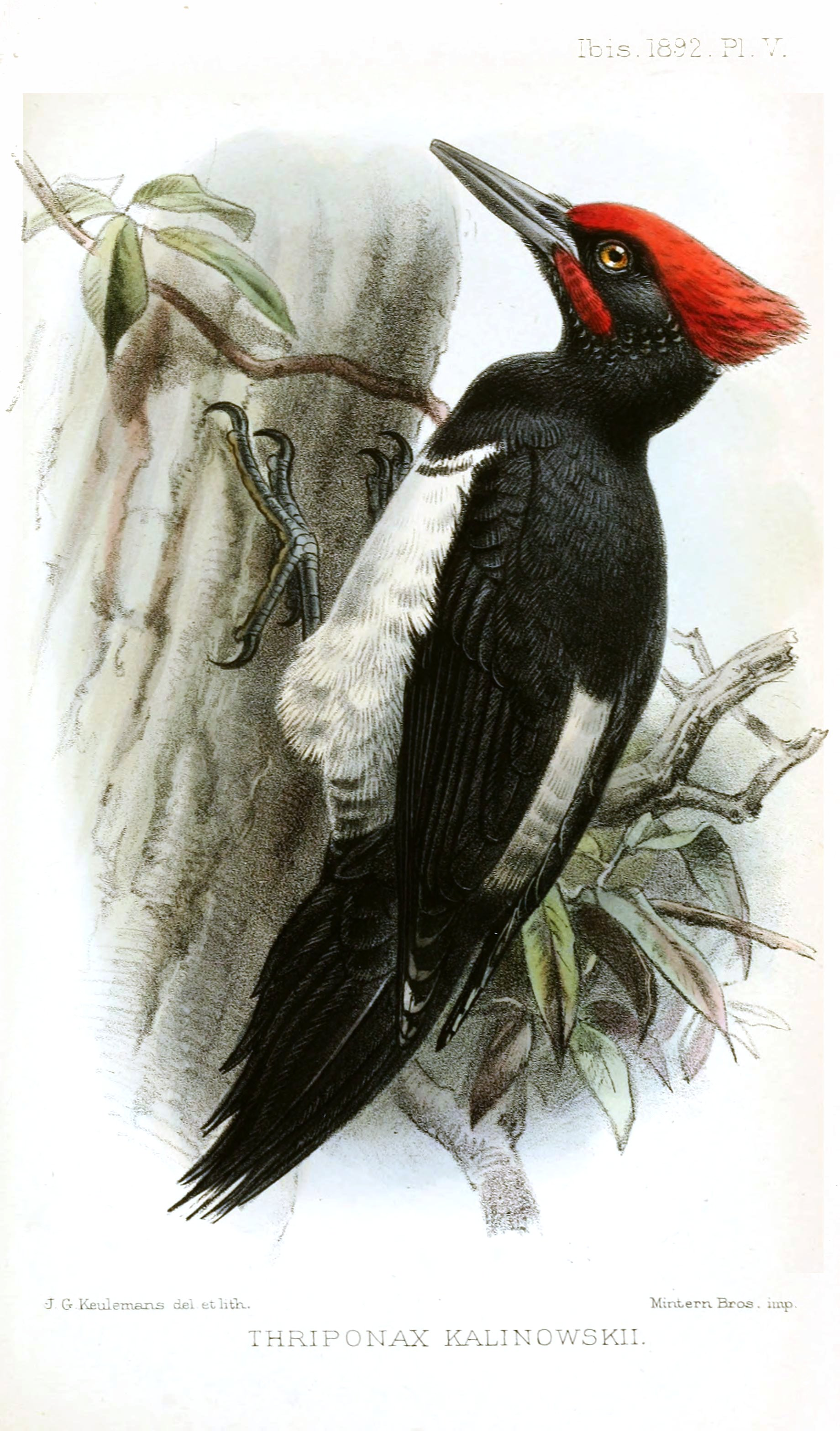
Леса Мёраксан — одно из последних мест обитания дятла Тристрама, национального достояния Северной Кореи.

Мёраксан (кор. 멸악산, 滅惡山, Myeoraksan, Myŏraksan) — гора в КНДР на границе уездов (кунов) Ринсана и Пхёнсана в провинции Хванхэ-Пукто. Высота — 818 над уровнем моря. В 1959 году здесь был развёрнут заповедник площадью 3440 гектаров. Гора является основным местом обитания одного из редких видов дятлов (лат. Dryocopus javensis richardsi).